# Orxinès
Orxinès ou Orsinès (en grec ancien Ορξίνης) est un officier de Darius III rallié à Alexandre le Grand. Il est exécuté en 324 av. J.-C.

## Biographie
Selon Quinte-Curce, Orxinès est un descendant de Cyrus et dispose de grandes richesses. Selon Arrien, il dirige pendant la bataille de Gaugamèles les troupes recrutées au bord de la mer Rouge sans qu'il soit possible de localiser avec précision leur origine géographique. Il se rallie à Alexandre, comme de nombreux nobles perses, et devient l'un des adjoints de Phrazaortès, désigné satrape de Perside par le roi de Macédoine. Profitant de la mort de Phrazaortès, alors qu'Alexandre est en Inde, il prend le titre d’hyparque et gouverne de fait la Perside depuis Pasargades.
Quand Alexandre revient d'Inde, Orxinès le couvre de présents « non seulement pour lui, mais pour ses amis. C'étaient des troupeaux de chevaux tout dressés, des chars ornés d'or et d'argent, des meubles précieux, des pierres rares, des vases d'or d'un grand poids, des vêtements de pourpre, et quatre mille talents d'argent monnayé ». Mais il a fait exécuter de nombreux nobles perses, souvent injustement, et selon Quinte-Curce, il se serait montré méprisant envers l'eunuque Bagoas. Celui-ci l'aurait alors fait accuser d'avoir pillé le tombeau de Cyrus. Alexandre le fait mettre à mort en le crucifiant.